# Bijoux de famille
Bijoux de famille (Cash For Gold en VO) est le deuxième épisode de la seizième saison de la série télévisée d'animation américaine South Park et l'épisode 225e de la série globale.

## Synopsis
Marvin Marsh achète pour son petit-fils Stan une lavallière coûteuse au télé-achat. Le garçon n'ose pas dire que le bijou est moche et le porte pour lui faire plaisir avant d'essayer de le revendre à un négociant en or, qui n'offre qu'une misère en échange. Stan essaye d'autres revendeurs, mais ils proposent encore moins d'argent. Il comprend que son grand-père s'est fait avoir et commence à regarder un télé-achat présenté par un certain Dean, qui utilise toutes sortes de techniques de ventes verbales et visuelles pour inciter des retraités à acheter du toc en échange de milliers de dollars. Le garçon appelle Dean pour l'insulter et lui dire de se suicider, avant de convaincre Marvin de ne pas acheter un collier pour Shelley. Il voit que son grand-père souffre de la maladie d'Alzheimer, lorsqu'il dit ne plus se souvenir de sa chienne favorite de son enfance.
Stan se lance dans une croisade pour arrêter l'exploitation des personnes séniles et se lance dans l'étude des réseaux des bijoux en toc. Il apprend ainsi qu'ils sont fabriqués en Inde pour une misère avant d'être importés. Ils sont ensuite achetés et offerts par des personnes âgées qui ne se rendent pas compte que leurs proches n'aiment pas ces bijoux. Ils sont revendus aux négociants qui les renvoient en Inde pour alimenter les usines qui fabriquent de nouvelles parures avec, créant un cycle sans fin. Stan se fait remettre en compensation de sa plainte un cadre en or, qu'il accepte et offre à son grand-père avec la photo de lui enfant et de sa chienne, ce qui émeut beaucoup Marvin. Ce dernier note alors la lavallière qu'il lui avait offerte et la trouve affreuse. Stan est heureux de pouvoir s'en débarrasser avec son approbation. 
Du côté du télé-achat de Dean, les appels de clients l'insultant et l'incitant au suicide se multiplient, à un tel point qu'il finit par se tirer une balle dans la tête en direct, son sang éclaboussant les bijoux sans valeur qu'il essayait de vendre par tous les moyens.